# Колумбијски пиринчев пацов
Колумбијски пиринчев пацов или Хендлијев велики хрчак (лат. Handleyomys intectus, енгл. Colombian rice rat, рус. Большой хомяк Хэндли) је врста сисара из реда глодара и породице хрчкова (Cricetidae). 

## Распрострањење
Колумбија је једино познато природно станиште врсте.

## Станиште
Колумбијски пиринчев пацов има станиште на копну.

## Угроженост
Ова врста није угрожена, и наведена је као последња брига јер има широко распрострањење.

### Популациони тренд
Популација ове врсте се смањује, судећи по расположивим подацима.